# اورلو ویستا (فلوریدا)
اورلو ویستا (به انگلیسی: Orlo Vista) یک منطقهٔ مسکونی در ایالات متحده آمریکا است که در شهرستان اورنج، فلوریدا واقع شده‌است. اورلو ویستا ۴٫۹ کیلومتر مربع مساحت و ۶٬۱۲۳ نفر جمعیت دارد و ۳۴ متر بالاتر از سطح دریا قرار دارد.